# GCN5L2
La histona acetiltransferasa KAT2A (GCN5L2) es una enzima con actividad histona acetiltransferasa codificada en humanos por el gen KAT2A.

## Interacciones
La proteína GCN5L2 ha demostrado ser capaz de interaccionar con:
- Ku70[3]
- TAF9[4]
- SUPT3H[5][4]
- TADA2L[3][6]
- Ku80[3]
- DDB1[4]